# Verona (piroscafo)
Il Verona era un piroscafo costruito a Belfast nel 1908 dalla Workman, Clark and Company.

## Storia
Varata il 31 marzo 1908, prese servizio come nave passeggeri per la Navigazione Generale Italiana di Genova sulla tratta Italia-Stati Uniti. Con lo scoppio della prima guerra mondiale fu adibita al trasporto delle truppe.
L'11 maggio 1918 il piroscafo fu colpito e affondato da un U-boat della marina imperiale tedesca al largo di Reggio Calabria mentre stava trasportando da Messina a Tripoli un contingente di circa tremila soldati del Regio Esercito, prevalentemente disertori destinati a un campo di detenzione.
L'affondamento avvenne all'altezza del Capo Peloro: nonostante la relativa vicinanza della costa facilitasse le operazioni di soccorso, le vittime furono oltre 800.
Alla stessa classe del Verona appartenevano il piroscafo Ancona e il piroscafo Taormina.